# Pterometra magnipeda
Pterometra magnipeda is een haarster uit de familie Asterometridae.
De wetenschappelijke naam van de soort werd in 1911 gepubliceerd door Austin Hobart Clark.